# Кинг, Литтл Фредди
Литтл Фредди Кинг (настоящее имя Фрид Юджин Мартин (англ. Fread Eugene Martin); 19 июля 1940, Мак-Ком, Миссисипи) — американский дельта-блюз гитарист. Его стиль сложился во многом под влиянием Фредди Кинга, хотя в направлении кантри-блюзовой музыки подход Литтла признаётся полностью оригинальным.

## Биография
Литтл Фредди учился игре на гитаре у своего отца. Кузеном Кингу приходился Лайтнин Хопкинс. Уже в 1954 году 14-летним он переехал в Новый Орлеан, играл во многих джук-джойнтах со своими друзьями Бейбом Стоваллом, Слимом Харпом и Чемпионом Джеком Дюпри, играя как на акустической, так и на электрической гитаре.
Кинг записал первый электрик-блюз альбом в Новом Орлеане вместе с Гармоникой Уильямс (Harmonica Williams) в 1969 году. В 1976 Кинг совместно с Бо Диддли и Джоном Ли Хукером участвовал в европейском турне. Его следующий альбом («Swamp Boogie») появился лишь двадцать семь лет спустя — в 1996-м. Концертный альбом «Sing Sang Sung» (2000) был записан в Dream Palace (Фобург-Мариньи).
Кинг является одним из основателей New Orleans Jazz & Heritage Festival, на котором выступал около 42 лет. Он также был внесен в Зал музыкальной славы штата Луизианы (Louisiana Music Hall of Fame). Три раза признавался лучшим блюзовым исполнителем года в Новом Орлеане.
Альбом 2012 года «Chasing tha Blues» получил приз за лучший блюзовый альбом на 12-м ежегодном Independent Music Awards.
Наиболее поздний альбом Кинга — «Messin’ Around Tha Living Room» — был выпущен в 2015 году.

## Дискография
- Harmonica Williams and Little Freddie King (1969) — Ahura Mazda Records
- Swamp Boogie (1996) — Orleans Records
- Sing Sang Sung (live) (2000) — Orleans Records
- FQF Live (2003) — WWOZ (Library of Congress Recording)
- You Don’t Know What I Know (2005) — Fat Possum Records
- Messin' Around tha House (2008) — Madewright Records
- Gotta Walk With Da King (2010) — Madewright Records
- Jazzfest Live (2011) — MunckMix, Inc.
- Back in Vinyl, LP (2011) — APO Records
- Chasing tha Blues (2012) — Madewright Records
- Messin’ Around Tha Living Room (2015) — Madewright Records[2][9]